# Spiked (Magazin)
Spiked (auch bekannt als spiked oder sp!ked) ist ein rechtslibertäres britisches Online-Magazin mit politischen und kulturellen Themen.
Das Partnermagazin in Deutschland ist die Zeitschrift Novo.

## Ausrichtung
Anfänglich war Spiked ein Netzwerk von Publizisten, die oft einen linken oder marxistischen Hintergrund hatten und mittlerweile rechtslibertäre Standpunkte vertreten. Das Magazin behandelt Themen wie Risiko und Freiheit, staatliche Kontrolle, Wissenschaft und Technik. Die Autoren wenden sich in ihren Texten gegen Multikulturalismus, Ökologismus und was sie als außenpolitische „Therapiekultur“ ansiehen – militärische „humanitäre Interventionen“ und die entsprechende Politik insbesondere ehemals der Regierung Blair. Das Magazin setzt sich gegen striktere Waffengesetze und für unbegrenzte Meinungsfreiheit, auch für Holocaustleugnung und Kinderpornographie ein. Das Magazin setzt sich gegen Umweltschutzbemühungen ein, leugnet den wissenschaftlichen Konsens zum Klimawandel und wird als rechtslibertär eingeschätzt. Spiked spielte eine zentrale Rolle im Netzwerk verschiedener britischer Medien und Think-Tanks die sich gegen „Wokeness“ einsetzen.

## Geschichte
Das Magazin wurde 2000 nach dem Bankrott des Vorgängers, dem Printmagazin Living Marxism, später LM magazine gegründet, das aus der ursprünglich trotzkistischen, später aber stärker libertären Revolutionary Communist Party hervorgegangen. LM war einer Verleumdungsklage des Fernsehsenders Independent Television News (ITN) unterlegen. Die Klage behandelte einen LM-Artikel von Thomas Deichmann mit dem Titel “The Picture that Fooled the World” (deutsch: „Das Bild, welches die Welt zum Narren hielt.“).
Deichmann hatte Teile der ITN-Berichterstattung über das bosnisch-serbische Lager Trnopolje vom Sommer 1992 als irreführend bezeichnet. Nach seinen Recherchen, die er im Auftrag der Verteidigung von Duško Tadić – einem vom Internationalen Strafgerichtshof für das ehemalige Jugoslawien in Den Haag verurteilten Kriegsverbrecher – vorgenommen hatte, handelte es sich bei Trnopolje um ein Flüchtlings- und Transitlager. Die ITN-Aufnahmen von bosnischen Moslems hinter Stacheldraht suggerierten ein Konzentrationslager, was nach Ansicht Deichmanns nicht den Tatsachen entsprach. Deichmann behauptete, die britischen Journalisten hätten die Öffentlichkeit absichtlich getäuscht und manipuliert. Die Aufnahmen der Gefangenen seien aus einem kleinen Areal heraus gemacht worden, das vor dem Krieg als Bauhof genutzt worden sei. Nur dieses Gelände sei mit Stacheldraht eingezäunt gewesen. Deichmann hatte bei seiner Recherche weder mit den verantwortlichen Journalisten noch mit ehemaligen Insassen des Camps gesprochen. Das Magazin hatte auch versucht, die Vorwürfe gegen ITN bei anderen Medien zu platzieren.
Die Verleumdungsklage führte zu einer Gerichtsverhandlung, während der Mick Hume als verantwortlicher Redakteur und Deichmann ihre ursprünglichen Anschuldigungen bereits teilweise zurückzogen, weil sie ihre Argumentation nun vor allem auf die Frage nach der Einzäunung zentrierten. Sie gaben im Prozess zu, dass die Bedingungen im Lager tatsächlich sehr schlecht waren und es zu Ermordungen und Vergewaltigungen kam. Der australische Politikwissenschaftler David Campbell, der den Prozess in zwei Artikeln analysierte kommt zu dem Schluss:

“Because what really mattered to them was how the Bosnian war should be   remembered, they then offered one-sided and unreflexive readings of the war, and invoked an  ahistorical understanding of the Holocaust as the governing standard of all atrocity. Along the way they made claims that were just plain wrong [...]. Then they dressed the resultant controversy up as a media story with ‘free speech’ as the rallying cry.”

„In Wirklichkeit ging es ihnen darum, wie die Erinnerung an den Bosnienkrieg aussehen sollte, weshalb sie ein einseitiges und unreflektiertes Verständnis des Kriegs vorbrachten und sich auf ein ahistorisches Verständnis des Holocausts als Maßstab für Gräueltaten bezogen. Dabei stellten sie schlichtweg falsche Behauptungen auf. Die entstehende Kontroverse stellten sie dann als Mediengeschichte unter dem Schlachtruf der „Meinungsfreiheit“ dar.“

Mick Hume und andere bemühten sich um eine Revision des Verfahrens bzw. der britischen Verleumdungsrechts, welches sie als altertümlich, unfair und als Unterdrückung der Pressefreiheit empfinden. Deichmann äußerte sich außerdem dahingehend, dass Trnopolje nicht als „Konzentrationslager“ zu bezeichnen sei, weil es keine Gaskammer habe.
Im Jahr 2020 deckte das Magazin The Daily Beast auf, dass Spiked auf eine Misinformationskampagne hereingefallen sei, in deren Zuge das Magazin (und andere, hauptsächlich konservative Medien) Artikel von in Wirklichkeit nicht existierenden Autoren veröffentlicht hatte, die die Vereinigten Arabischen Emirate in sehr positivem Licht zeichneten.

## Partner und Finanzierung
Spiked finanziert sich über Werbung und die Veranstaltung von Debatten, Events, Seminaren sowie Konferenzen und Spenden von Lesern oder Unternehmen.
George Monbiot wirft dem „Spiked-Netzwerk“ vor, als Vorfeldorganisation von Industriefirmen deren Agenda, etwa im Bereich Öl oder Gentechnik voranzutreiben. Er hat auch seine Hoffnung ausgedrückt, mit Veröffentlichungen gegen Spiked deren wirtschaftliche Basis auszulöschen. Spiked behauptet, seine Sponsoren bekanntzugeben, und weist Monbiots Vorwürfe als Verschwörungstheorie zurück.
Im Dezember 2018 wurde bekannt, dass Charles G. und David H. Koch, Eigentümer und Chefs des zweitgrößten nicht-börsennotierten US-Unternehmens Koch Industries, innerhalb von zwei Jahren insgesamt 300.000 US$ an Spiked US gespendet hatten. Laut Spiked-Herausgeberin Viv Regan sollte das Magazin damit in den USA öffentliche Debatten über freie Meinungsäußerung anfachen. Die Brüder Koch gelten als radikallibertär, treten für Deregulierung ein und unterstützen in den USA national-konservative oder libertäre Think-Tanks und Gruppen wie die Tea-Party-Bewegung, das Cato Institute oder Americans for Prosperity.